# Culture de Shulaveri-Shomu
La culture de Shulaveri-Shomu est la plus ancienne culture du Néolithique de la partie centrale de la Transcaucasie. Elle tire son nom de deux sites archéologiques : Shomutepe dans l'ouest de l'Azerbaïdjan et Shulaveri dans l'est de la Géorgie. Elle a été caractérisée dans les années 1960 par I. Narimanov.
Ses origines sont méconnues. Des influences méridionales et occidentales sont vraisemblables. Jusqu'à présent, on ne connaît quasiment rien du peuplement des régions occupées par cette culture avant son développement,.

## Chronologie et répartition géographique
Les sites de cette culture ont été identifiés dans le centre de l'Arménie, dans l'est de la Géorgie et dans l'ouest de l'Azerbaïdjan.
Elle se développe entre le début du 6e et le début du 5e millénaire. Elle est remplacée au moins en partie par la culture chalcolithique de Sioni,, mais au 5e millénaire plusieurs cultures semblent coexister dans le sud du Caucase,.

## Mode de vie
Les communautés préhistoriques pratiquaient l'agriculture et l'élevage et étaient au moins en partie sédentaires.
Différentes variétés de céréales étaient cultivées (blé, orge, froment, millet). Le stockage de ces dernières dans des silos a été formellement démontré à Göytepe en Azerbaïdjan et est probable dans d'autres sites. Les communautés préhistoriques produisaient également des lentilles et des pois. 
L'exploitation de la vigne dès cette période est encore discutée. Des pépins de raisins ont en effet été découverts dans les sites de Shulaveri gora et Khramis Didi Gora dans l'est de la Géorgie et Shomutepe dans l'ouest de l'Azerbaïdjan,.
Les principales espèces animales élevées à l'époque étaient les chèvres et les moutons, les bovins et les porcs.
Ces espèces représentent 80% des restes osseux à Shulaveri et 90% à Khramis Didi gora. Dans certains sites, la chasse occupait un rôle important, notamment celle des cervidés.
Dès le début des recherches sur cette culture, on a supposé que le pastoralisme saisonnier devait être important. Les preuves archéologiques de la pratique des transhumances demeurent cependant encore assez limitées.

## Occupation du territoire
Les sites connus attribuables à cette culture sont presque exclusivement des villages situés dans des zones favorables à l'agriculture et à l'élevage, par exemple dans l'est de la Géorgie dans la région de Basse Kartlie. Cependant, l'absence d'autres types de site (abris sous roche par exemple) ou dans d'autres types de contextes (en montagne par exemple), n'est sans doute que le reflet de l'état des connaissances.

## Les villages
La plupart des villages sont des tells qui excèdent rarement 100 m de diamètre et quelques mètres de haut. Ils sont souvent regroupés dans les mêmes zones, généralement sur les rives des rivières descendant des contreforts du massif du Petit Caucase.
Leur durée d'occupation est très variable. Certains ont été fréquentés durant tout le Néolithique et au-delà. D'autres n'ont été habités que pendant quelques siècles au cours de cette culture.
Ces villages sont constitués de structures circulaires de dimensions très variées réalisées le plus souvent en briques crues. Au moins une partie des plus petites, d'environ 1 m à 1,5 m de diamètre, ont servi de structures de stockage. Les plus grandes ont pu servir de huttes.
Les espaces entre les huttes servaient visiblement aux activités quotidiennes, comme l'atteste la découverte de meules en pierre.
Aruchlo et Imiris gora, en Géorgie, étaient entourés de fossés.
Pour des raisons qui ne sont pas connues, les traces d’occupation sédentaire disparaissent après 5300 avant notre ère. Il semble que les communautés se soient alors tournées vers une vie au moins partiellement mobile.

## Productions matérielles

### Céramique

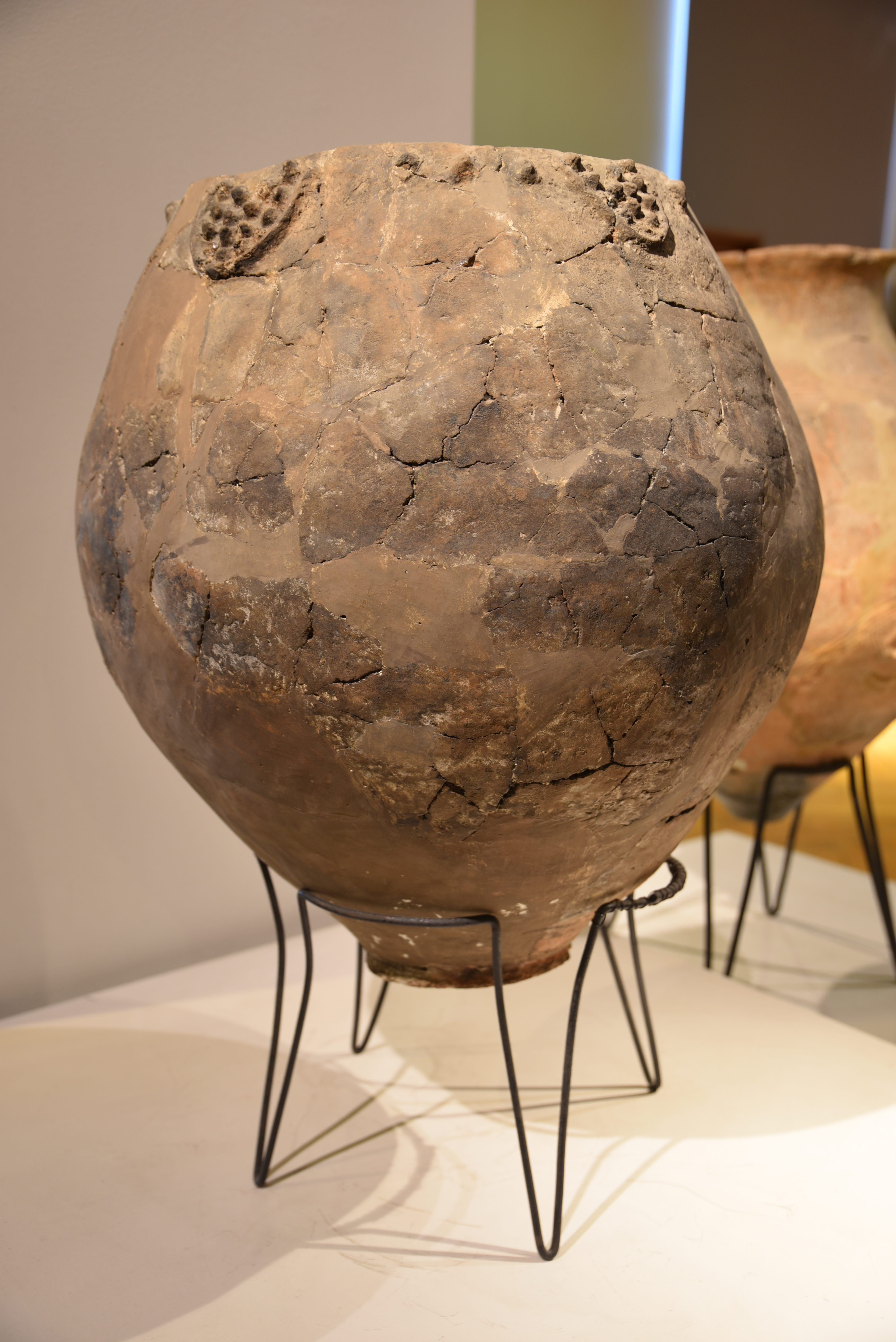
Kvevri ayant une capacité d'environ 100 litres. Première moitié du VIe millénaire av. J.-C., Khramis Didid Gora, Musée national de Géorgie, Tbilissi

La poterie est quasiment absente dans certains des plus anciens sites de cette culture. Même dans les phases de développement ultérieures, elle demeure rare.
Il s'agit pour l'essentiel de vases assez grossiers. Certains présentent des décors géométriques et anthropomorphes en relief ,,. Quelques tessons peints ont été découverts dans certains sites, comme Göytepe.
Des fragments de poteries assimilables à celles de la culture de Halaf ont été découverts à Aratashen en Arménie.

### Outillage en roche taillée
Les nombreux gisements d'obsidienne de la région ont été exploités pour la réalisation des outils taillés. 
Des lames, réalisées par différents modes de pression, y compris la pression au levier, sont présentes dans au moins une partie des sites,,.
D'autres matières premières sont ponctuellement attestées dans certains villages, par exemple du silex.
La plupart des outils sont des éclats ou des lames employés directement sans aucune transformation par la retouche.
Des éléments en roche taillés vraisemblablement utilisés comme faucilles ont été découverts dans plusieurs sites,. Certains portent encore des traces de bitume liées à leur emmanchement et, dans des cas exceptionnels, ce dernier est conservé.
Parmi les rares outils soigneusement retouchés, on trouve des trapèzes étroits, réalisés le plus souvent en obsidienne,.

### Outillage en os et bois de cervidé
Dans certains sites, par exemple Aruchlo en Géorgie, l'outillage en os et en bois de cervidé est particulièrement développé,.
Des poinçons de différentes dimensions sont les outils les plus nombreux. On trouve également des spatules, des cuillères et des pics.

### Vases en pierre, outillage en pierre polie et matériel de mouture
Dans quelques sites, de rares fragments de vases en pierre ont été découverts. 
Les outils en pierre polie sont généralement rares. Il s'agit de haches de dimensions assez réduites. Certaines sont réalisées dans des roches vertes.
Le matériel de mouture (meules et molettes) est abondant.
Des projectiles de fronde ont été découverts dans plusieurs sites. Ils sont en terre-cuite ou en pierre et mesurent quelques centimètres de long. Quelques têtes de masse en pierre, de formes variées, sont également connues.

### Objets en métal
La métallurgie proprement dite, avec fonte du minerai, n'était pas pratiquée. Par contre, le travail à froid ou à température modérée des minéraux de malachite et d'azurite est attesté,. Dans plusieurs sites, comme Aruchlo de très rares petits éléments réalisés en cuivre natif ont été découverts. Il s'agit d'éléments de parure. À Aratashen, un bracelet de 6 cm de diamètre, composé de 57 perles métalliques a été exhumé,.

### Figurines, tampons et éléments de parure

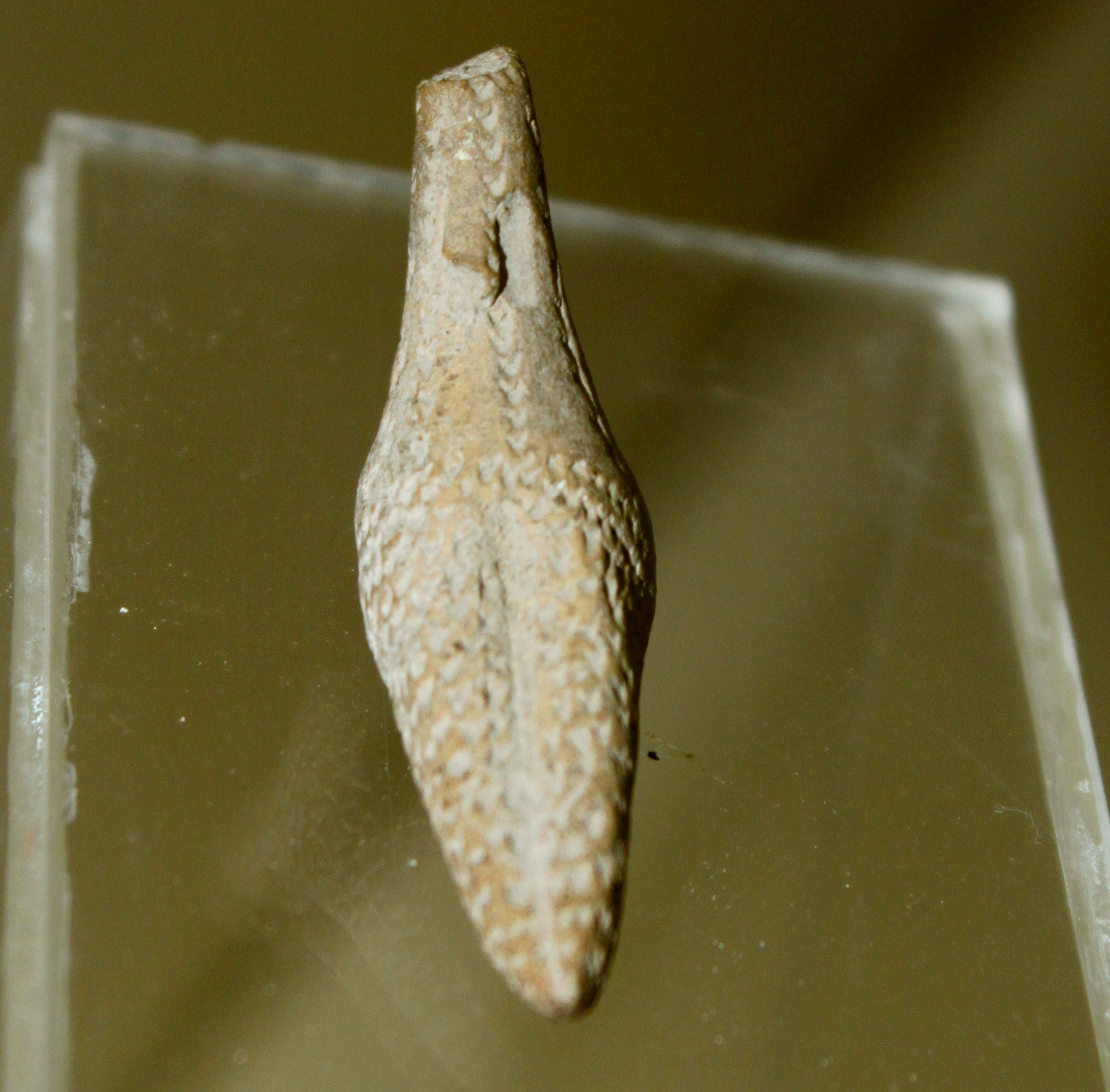
Statuette féminine en argile trouvée à Qargalartepesi et exposée au Musée de l'histoire d'Azerbaïdjan de Bakou.

La fréquence des figurines en terre-cuite est très variable selon les sites. Plus de soixante exemplaires ont été découverts dans le seul site de Khramis Didi gora. À Aruchlo et à Göytepe, seuls quelques exemplaires ont été découverts. 
Elles mesurent quelques centimètres de long. Elles représentent le plus souvent des femmes assises représentées de manière assez schématique. Une des figurines d'Aruchlo représente un bélier.
Quelques tampons en terre-cuite sont également documentés, par exemple à Aruchlo.
De rares éléments de parure ont été découverts dans plusieurs sites, notamment des perles en cornaline ou des éléments en coquillage.

## Pratiques funéraires et rituelles
Il y a encore quelques années, les pratiques funéraires de cette culture étaient totalement méconnues. Seules quelques tombes, souvent d'attribution chronologique douteuse, avaient été exhumées au sein des villages. La découverte récente dans le site de Mentesh Tepe d'une sépulture collective change totalement notre perception des pratiques funéraires à cette période.

## Sites principaux
- Aknashen (Arménie)
- Aratashen (Arménie)
- Aruchlo (Géorgie)
- Gadachrili (Géorgie)
- Göytepe (Azerbaïdjan)
- Hajı Elamxanlı (Azerbaïdjan)
- Imiris gora (Géorgie)
- Khramis Didi gora (Géorgie)
- Masis Blur (Arménie)[22]
- Mentesh Tepe (Azerbaïdjan)
- Shomutepe (Azerbaïdjan)
- Shulaveri (Géorgie)

## Populations et paléogénétique
Malgré la localisation du Caucase méridional à la périphérie du Croissant fertile, le processus de Néolithisation commencé au début du VIe millénaire avec la culture de Shomutepe-Shulaveri a des origines encore incertaines. Une étude de paléogénétique publiée en 2023 portant sur le site de Mentesh Tepe en Azerbaïdjan et datant des débuts de la culture de Shomutepe-Shulaveri indique que la population néolithique de ce site est le produit d'un flux de gènes récent entre la population d'agriculteurs anatoliens et la population du Caucase/iranienne, démontrant qu'un mélange de population a probablement été au cœur du développement de l'agriculture dans le Caucase du Sud.